# Conservatoire de musique de Montréal
Le Conservatoire de musique de Montréal, fondé en 1943, est une école publique reconnue de formation professionnelle en musique. L'établissement est situé au 4750 avenue Henri-Julien dans l'arrondissement du Plateau Mont-Royal à Montréal. Wilfrid Pelletier en fut le premier directeur, poste qu’il occupa jusqu’en 1961. Il fait partie du réseau du Conservatoire de musique et d'art dramatique du Québec.

## Mission
La mission du Conservatoire de musique de Montréal se décline en trois volets : 
- assurer une formation professionnelle en musique fondée sur l’excellence,
- susciter et soutenir dans le milieu une formation musicale de grande qualité,
- susciter et soutenir dans le milieu les organismes essentiels à la vie musicale.

## Historique

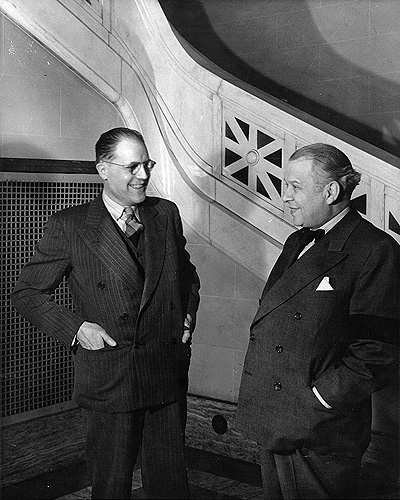
Claude Champagne (à gauche) et Wilfrid Pelletier (à droite) lors de l'ouverture du Conservatoire de musique de Montréal en 1943.

Le Conservatoire de musique de Montréal fut le premier établissement d'enseignement musical supérieur en Amérique du Nord à être entièrement subventionné par l'État. Inspiré par le Conservatoire de Paris, il fut fondé par le gouvernement du Québec à la suite d'un rapport sur l'enseignement musical préparé par Claude Champagne. Il venait combler un vide depuis le déclin du Conservatoire national de Montréal affilié à l'université de Montréal.
Lors de son ouverture le 1er mars 1943, le Conservatoire de musique de Montréal loue des locaux à la Bibliothèque Saint-Sulpice, située au 1700, rue Saint-Denis. En 1956, il s’installe dans l’édifice Langelier, rue Sainte-Catherine. En 1965, il emménage au Palais du commerce, situé au 1700, rue Berri; puis, en 1975, le Conservatoire déménage dans l’ancien Palais de justice, au 100, rue Notre-Dame Est.
Depuis l’automne 2001, il est logé dans une ancienne école polyvalente du quartier Plateau Mont-Royal, au 4750, avenue Henri-Julien.
Un incendie majeur se déclare le 7 décembre 2005 dans l’édifice (4750, avenue Henri-Julien) abritant le Conservatoire de musique de Montréal et le Conservatoire d'art dramatique de Montréal. Le Gouvernement du Québec annonçait quelques mois plus tard un investissement de 46 millions de dollars pour l’aménagement des locaux au même emplacement, dans l’arrondissement Plateau Mont-Royal,. En plus des locaux d’enseignement et de répétition, le Conservatoire comprend un théâtre de 225 places, une salle de concert de 225 places et une salle de récital de 100 places. Les locaux du Conservatoire de musique de Montréal sont rénovés depuis l'été 2008, alors que ceux du Conservatoire d'art dramatique de Montréal ont été terminés à l'été 2009.

## Installations actuelles
Le Conservatoire de musique de Montréal possède depuis septembre 2009, à la suite des travaux importants entrepris en 2006 :
- une salle de concert de 225 places,
- une salle de récital de 100 places,
- 85 studios d’enseignement et de pratique de la musique,
- un studio multimédia.

## Les directeurs
| - Wilfrid Pelletier (1942-1961) - Roland Leduc (1961-1967) - Clermont Pépin (1967-1973) - Gilberte Martin (1973-1974, intérim) - Raymond Daveluy (1974-1978) | - Gilles Gauthier (1978-1979, intérim) - Albert Grenier (en) (1979-1998) - Lorraine Prieur (1998-2000, intérim) - Isolde Lagacé (2000-2007) - Raffi Armenian (2008-2011) - Guy Fouquet (2011-2012, intérim) - Manon Lafrance (2012-2024) - Luc Chaput (2024-présent) |

## Anciens professeurs
(Liste non exhaustive)
- Fernand Gillet (hautbois)
- Jeanne Landry (harmonie),
- Gilberte Martin (théorie de la musique, solfège),
- Jean Papineau-Couture (dictée musicale).
- Bernard Jean

## Professeurs actuels
(Liste non exhaustive)
- Nicolas Gilbert (composition)
- Louis Dufort (composition électroacoustique)
- Carole Sirois (violoncelle)
- Elizabeth Dolin (violoncelle)
- Denis Brott (violoncelle)
- Joel Quarrington (contrebasse)
- Anne Robert (violon)
- Jean-François Normand (clarinette)
- Lise Beauchamp (hautbois)
- Aline Kutan (chant)
- Donna Brown (chant)
- Éric Lagacé (harmonie, contrepoint, fugue)
- Richard Raymond (piano)
- Suzanne Goyette (piano)
- André Laplante (piano)
- Louise Bessette (piano)

## Élèves célèbres
| - Colette Boky, soprano (opéra) - Vincent Boucher, organiste - Boris Brott, chef d'orchestre - Angèle Dubeau, violoniste - Louis Dufort, compositeur - Pierre Duval, tenor (opéra) - Maynard Ferguson, trompettiste, tromboniste et chef d'orchestre de jazz - Manon Feubel, soprano (opéra) - André Gagnon, pianiste, compositeur - Karina Gauvin, soprano (opéra) - Jacques Lacombe, chef d'orchestre - Bruno Laplante, baryton (opéra) - Patrick Watson, musicien | - Marie-Nicole Lemieux, contralto (opéra) - Bruce Liu, pianiste - Philippe Ménard , chef d'orchestre - Pierre Mercure, compositeur et bassoniste - Robin Minard, compositeur - Lina Pizzolongo, pianiste et professeur (art vocal) - Louis Quilico, baryton (opéra) - André Ristic, compositeur, pianiste, et chambriste - Pierre Rolland, hautboïste et critique musical - Joseph Rouleau, chanteur basse (opéra) - Jeff Stinco, guitariste (rock) du groupe Simple Plan - Diane Tell, musicienne, auteur, compositeur, interprète - Huguette Tourangeau, mezzo-soprano (opéra) - Claude Vivier, compositeur - Cœur de Pirate, chanteuse, pianiste, autrice, compositrice |